# Quai Saint-Michel
Quai Saint-Michel (Nábřeží svatého Michala) je nábřeží v Paříži. Nachází se v 5. obvodu.

## Poloha
Nábřeží leží na levém břehu řeky Seiny naproti ostrovu Cité mezi mosty Petit-Pont a Pont Saint-Michel. Začíná na náměstí s Place Petit-Pont, kde navazuje na Quai de Montebello a končí na náměstí Place Saint-Michel, odkud pokračuje Quai des Grands-Augustins.

## Historie
Nábřeží je pojmenováno podle mostu, u kterého končí. Tento most má jméno podle nedaleké kaple sv. Michala, která se nacházela v tehdejším královském paláci na ostrově Cité (nyní Justiční palác).
V roce 1769 bylo nábřeží pojmenováno Quai Bignon, od roku 1811 se nazývalo Quai de Montebello jako součást sousedního nábřeží, později Quai Saint-Michel. V roce 1928 bylo přejmenováno na Quai René-Viviani, ale vyhláškou z 31. ledna 1929 získalo opět svůj předchozí název.